# Чемпионат СССР по вольной борьбе 1958
14-й Чемпионат СССР по вольной борьбе проходил в Тбилиси с 4 по 7 октября 1958 года. В соревнованиях участвовало 238 борцов.

## Медалисты
| Весовая категория | Золото                                     | Серебро                                   | Бронза                                      |
| ----------------- | ------------------------------------------ | ----------------------------------------- | ------------------------------------------- |
| Наилегчайший вес  | Георгий Саядов «Динамо» (Киев)             | Заур Мчедлишвили «Динамо» (Тбилиси)       | Игорь Караваев «Динамо» (Минск)             |
| Легчайший вес     | Юрий Замятин «Буревестник» (Ленинград)     | Иван Лосик «Красное Знамя» (Минск)        | Владимир Арсенян «Динамо» (Тбилиси)         |
| Полулёгкий вес    | Норайр Мушегян «Динамо» (Ереван)           | Хасан Худбеев «Спартак» (Москва)          | Мартирос Деремян «Спартак» (Ростов-на-Дону) |
| Лёгкий вес        | Владимир Синявский «Локомотив» (Киев)      | Леонид Колесник «Буревестник» (Ленинград) | Линар Салимулин «Динамо» (Киев)             |
| Полусредний вес   | Гарсеван Небиеридзе «Буревестник» (Киев)   | Арам Агабекян «Строитель» (Москва)        | Закария Мухиашвили «Динамо» (Тбилиси)       |
| Средний вес       | Гурам Гобеджишвили «Буревестник» (Кутаиси) | Георгий Схиртладзе «Спартак» (Тбилиси)    | Константин Нижерадзе «Динамо» (Москва)      |
| Полутяжёлый вес   | Борис Гуревич «Динамо» (Киев)              | Шота Нижерадзе «Динамо» (Москва)          | Анатолий Албул Вооруженные Силы (Ленинград) |
| Тяжёлый вес       | Савкудз Дзарасов «Спартак» (Орджоникидзе)  | Иван Выхристюк «Динамо» (Киев)            | Оттар Канделаки «Динамо» (Тбилиси)          |